# آدلیت

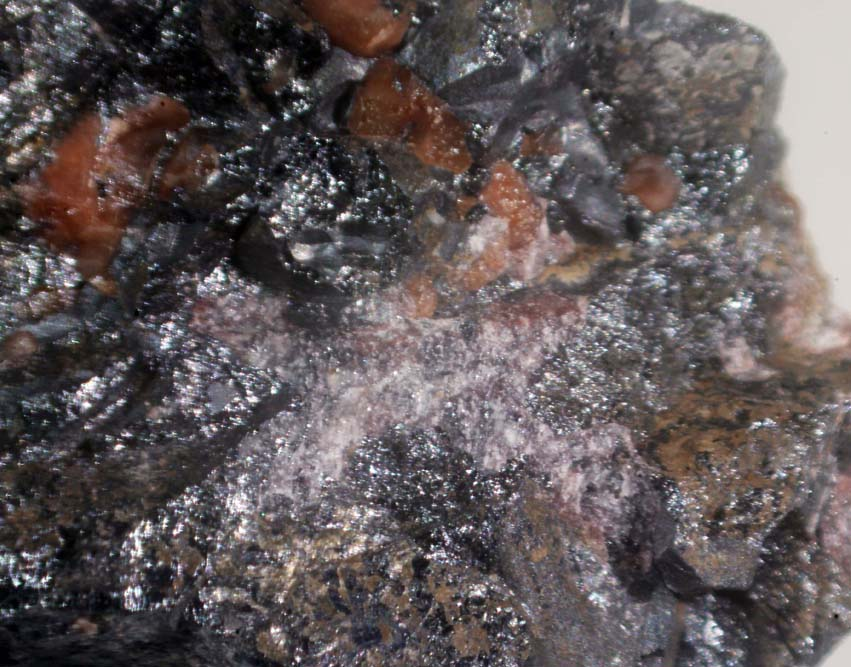
کانی آدلیت

کانی کمیاب آدلیت (Adelite) از کانی‌های کلسیم، منیزیم و آرسنات است. فرمول شیمیایی آن عبارت است از: CaMgAsO۴OH در این کانی فلزهای واسطه مختلفی می‌توانند جایگزین منیزیم یا کلسیم شوند و تبدیل به کانی‌های مشابه در گروه دوفیت گردند. آدلیت به رنگهای زرد، آبی، سبز و خاکستری یافت شده‌است. ساختار بلوری آن راست‌لوزی است. و معمولاً به شکل توده‌ای گستردش می‌یابد. سختی موس آن ۵ و وزن مخصوص آن ۳٫۷۳ تا ۳٫۷۹ است.
این کانی برای اولین بار در سال ۱۸۹۱ در سوئد یافت شد.

## یادداشت
1. ↑  Värmland

## منبع
مشارکت‌کنندگان ویکی‌پدیا. «Adelite». در دانشنامهٔ ویکی‌پدیای انگلیسی، بازبینی‌شده در ۸ آوریل ۲۰۱۱.